# Хусто, Агустин Педро
Агусти́н Пе́дро Ху́сто (исп. Agustín Pedro Justo; 26 февраля 1876, Консепсьон-дель-Уругвай — 11 января 1943, Буэнос-Айрес) — аргентинский политик и военный, президент Аргентины в течение «бесславного десятилетия» с 20 февраля 1932 года по 19 февраля 1938 года.

## Биография
Хусто участвовал в мятеже 1930 года и был избран президентом 8 ноября 1931 года, поддержан политической группой, которая сформировалась на основе Конкордансии (исп. Concordancia), альянса Национальной Демократической партии (исп. Partido Demócrata Nacional), Радикального гражданского союза и Независимой социалистической партии (исп. Partido Socialista Independiente).
Его правление характеризовалось успехами на внешнеполитическом фронте, преимущественно благодаря министру иностранных дел Карлосу Сааведре Ламасу, однако против правительства постоянно выдвигались обвинения в коррупции и засилье иностранных инвесторов (в частности, британских) в экономике страны. Также во время президентства Хусто был основан Центральный банк Аргентинской Республики и введён всеобщий налог на прибыль.

### Семья
Супруга — Ана Энкарнасьон Берналь Харрис (9 июня 1878 — 26 декабря 1942), дочь Либорио Берналя, генерала, губернатора Национальной территории Рио-Негро и Ане Петрониле Мерседес Харрис Креспо (1858—1934).
Сын Либорио Хусто (1902 – 2003), писатель и коммунист. Его ребенок: Моника Хусто.